# Problem złośliwy
Problem złośliwy (ang. wicked problem)  – określenie problemów szczególnie trudnych lub niemożliwych do rozwiązania z powodu niekompletnych, sprzecznych, zmieniających się oraz trudnych do rozpoznania wymagań.
Termin ten pierwotnie odnosił się do problemów w planowaniu społecznym oraz polityce publicznej i został w tym kontekście zaproponowany w 1967 roku przez C. Westa Churchmana w artykule redakcyjnym w czasopiśmie Management Science. W 1973 roku Horst Rittel i Melvin M. Webber formalnie opisali koncepcję problemów złośliwych, przeciwstawiając je stosunkowo „oswojonym” (ang. tame) i rozwiązywalnym problemom, takim jak zagadnienia matematyczne, szachy czy łamigłówki.
W języku polskim obok terminu „problemy złośliwe” zaproponowano szereg innych tłumaczeń, np. problemy zawiłe, zaplątane, zapętlone, niejasne, nieznośne, podstępne, paskudne, przewrotne, zagmatwane czy „problemy nowej natury”.  